# Йоханес Ребман
Йоханес Ребман (на немски: Johannes Rebmann) е германски мисионер, пътешественик, изследовател на Африка.

## Биография

### Младежки години (1820 – 1845)
Роден е на 16 януари 1820 година в Герлинген, Вюртемберг, Германия, четвърто от осем деца в семейство на производител на вино. През 1839 година постъпва в „Църковното мисионерско дружество“ в Базел, а през 1844 година заминава за мисията на дружеството в Лондон. На следващата година е ръкоположен за свещеник.

### Мисионер в Африка (1846 – 1876)
През 1846 година Ребман, заедно с друг мисионер Якоб Ерхард, е командирован от дружеството в мисионерската станция в Момбаса (Кения) в помощ на землякът му Йохан Лудвиг Крапф, който основава мисията през 1844 година. С пристигането си в мисията освен с религиозна пропаганда те се занимават с изучаване на езиците и етническите особености на местното население и проявяват немалък интерес и към географските проблеми. В Източна Африка Ребман пребивава почти 30 години до 1875 година.

#### Изследователска дейност (1847 – 1849)
През 1847 година от Момбаса достига на запад до масива Касигао (1641 м, 3°45′ ю. ш. 38°40′ и. д. / 3.75° ю. ш. 38.666667° и. д.). През следващата година той се отправя далеч на запад в областта на племето джага (ваджага), за да види голямата планина, за която разказват местните жители. На 11 май 1848 година открива масива Килиманджаро с увенчания с вечни снегове угаснал вулкан Килиманджаро (5895 м). Ребман достига до подножието на планината, но не успява да я разгледа добре, защото върхът е постоянно обвит в облаци. По време на второто си пътешествие в края на 1848 година и началото на 1849 година отново пребивава на южните склонове на планината и, ползвайки се от хубавото време, си съставя по-пълна представа за планинския масив.

#### Научна дейност (1850 – 1874)
Географските заслуги на немските мисионери не се изчерпват само с техните лични изследователски пътешествия. Още по-интересни за съвременниците им се оказва информацията събрана от тях за вътрешните райони на континента, получена от арабо-суахилските търговци. На основата на събраните сведения и на материалите събрани от тях Ребман и Ерхард съставят карта на Източна Африка, съпроводена с пояснителен текст, която публикуват през 1856 година в изданията на Аугуст Петерман. Издадената карта е предпоставка за по-нататъшните активни изследвания предприети в тази част на континента и откриването на Големите африкански езера и изворите на Нил.

### Следващи години (1875 – 1876)
След като почти загубва зрението си по неизвестни причини, през септември 1875 г. Ребман се завръща в Германия. Заселва се в Корнтал (днес Корнтал-Мюнхинген) близо до Щутгарт, където на 4 октомври 1876 година умира от пневмония.

## Памет
- Неговото име носи ледник Ребман (3°05′ ю. ш. 37°22′ и. д. / 3.083333° ю. ш. 37.366667° и. д.) на върха на Килиманджаро.